# فينسيس يفاندرو
فينسيس يفاندرو (23 أبريل 1987 باراراكوارا في البرازيل - ) هو لاعب كرة قدم برازيلي في مركز الدفاع. لعب مع نادي تور ونادي جوينفيل ونادي ذوب آهن أصفهان ونادي روديز ونادي بروسكه.

## وصلات خارجية
- فينسيس يفاندرو على موقع قاعدة بيانات كرة القدم.إي يو (الإنجليزية)